# Тутковський Микола Аполлонович
Микола Аполлонович Тутковський (5 [17] лютого 1857, Липовець — 15 лютого 1931, Київ) — український композитор, піаніст-віртуоз, педагог і музичний діяч. Брат геолога Павла Тутковського.

## Життєпис
Народився 5 (17) лютого 1857 року в містечку Липовці (тепер місто, районний центр Вінницької області). У 1880 році закінчив музичне училище Київського відділення Російського музичного товариства (клас фортепіано B. Пухальського, клас теорії музики А. Казбирюка), 10 років викладав у ньому; як піаніст брав участь у симфонічних і камерних концертах цього товариства. У 1881 році екстерном склав іспити в Петербурзькій консерваторії на звання вільного митця. У 1893 році відкрив у Києві музичну школу, в якій працював до 1930 року. У 1920–1923 роках — професор Київської консерваторії, у 1923–1929 роках — Державного музичного технікуму в Києві.
Серед його учнів: Л. Ревуцький, О.Каневцев, Л. Паращенко, В. Золденко-Круглов, В. Петрушевський, М. Кузьмін та ін.

Могила Миколи Тутковського

Помер 15 лютого 1931 року. Похований у Києві на Байковому кладовищі (ділянка № 4 старої частини).
За внесок у розбудову Української Держави під червоними прапорами йому було присвоєно звання Герой Праці (з 1924 року).

## Творчість
Тутковський автор творів для симфонічного оркестру, фортепіано, скрипки, віолончелі й хору; опери «Буйний вітер»; підручника «Керівництво до вивчення гармонії» (1905).

## Родина
Його дружиною і матір'ю дітей була Кароліна Тутковська (пом. 1910 року). Другою дружиною стала піаністка і музична педагогиня Л. С. Паращенко (1867—1943).
Син Аполлон Миколайович Тутковський (нар. 1880), військовий, економіст, репресований в 1930-ті роки. Донька Аліса (Елизавета; нар. 1895).